# Point d'Exeter
Pour les articles homonymes, voir Exeter (homonymie).
En géométrie, le point d'Exeter est un point remarquable du triangle. 
Le point d'Exeter est un centre du triangle, dont le Nombre de Kimberling est X(22) dans l'Encyclopédie des Points Remarquables des Triangles de Clark Kimberling.  Il a été découvert lors d'un séminaire d'informatique et mathématiques à la Phillips Exeter Academy en 1986. Il n'était pas connu jusqu'ici, à la différence d'autres centres du triangle comme le centre de gravité, le centre du cercle inscrit, ou l'orthocentre.

## Définition

Le point d'Exeter est défini comme suit, :
Soit ABC un triangle. Les médianes passant par les sommets A, B et C coupent le cercle circonscrit du triangle en A', B' et C' respectivement.
Soit DEF le triangle formé par les tangentes au cercle circonscrit en A, B et C, avec D (respectivement E, F) le sommet opposé au côté formé par la tangente en A (respectivement B, C).
Les droites (DA'), (EB') et (FC') sont concourantes. Le point d'intersection est le point d'Exeter (X22 dans la nomenclature de Kimberling) du triangle ABC.

## Coordonnées trilinéaires
Les coordonnées trilinéaires du point d'Exeter sont les suivantes : 
{\displaystyle a(b^{4}+c^{4}-a^{4}):b(c^{4}+a^{4}-b^{4}):c(a^{4}+b^{4}-c^{4})}

## Propriétés
Le point d'Exeter est situé sur la droite d'Euler du triangle.